# Boltonia
Boltonia là một chi thực vật có hoa trong họ Cúc (Asteraceae).

## Loài
Chi Boltonia gồm các loài: